# Natasha Negovanlis

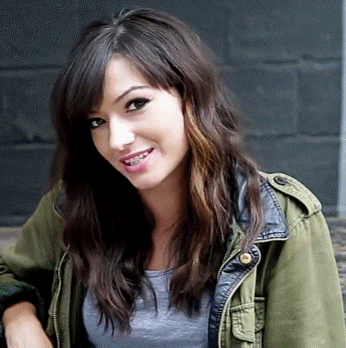
Natasha Negovanlis

Natasha Negovanlis (* 3. April 1990 in Toronto, Ontario) ist eine kanadische Schauspielerin. Sie wurde bekannt durch die Titelrolle in der LGBT-Webserie Carmilla.

## Karriere

### Als Schauspielerin
Negovanlis studierte Sprachperformance (voice performance) an der Schulich School of Music der McGill University. Jedoch entschloss sie sich die Schule während des dritten Jahrgangs zu verlassen, um sich ihrer Schauspielkarriere zu widmen. Vier Tage nachdem sie die Schule verlassen hatte, wurde sie für ein professionelles Musical gecastet. Für ihre Darstellung im Musical wurde sie 2012 auf Broadwayworld.com als beste Schauspielerin in einer Nebenrolle nominiert. Im Jahr 2015 spielte sie eine Hauptrolle in dem Film Almost Adults.
Im Jahr 2015, wurde Negovalis auf den 5. Platz der Hot 100 Liste von AfterEllen gewählt.

#### Carmilla
Im Jahr 2014 wurde Negovanlis für die Titelrolle der Webserie Carmilla gecastet. In der Serie, die auf dem gleichnamigen Gothikroman aus dem Jahr 1872 beruht, spielt Negovanlis die Vampirin Carmilla, die erscheint, nachdem die ehemalige Mitbewohnerin ihrer neuen Mitbewohnerin verschwindet. Die Serie ist bekannt für ihre Darstellungen von LGBT-Figuren und wurde über 45 Millionen Mal auf dem Vervegirl-YouTube-Kanal angesehen, der seitdem in KindaTV umbenannt wurde.

## Persönliches Leben
Negovanlis bezeichnet sich selbst als pansexuell. Negovanlis arbeitet für Shaftesbury Films und Smokebomb Entertainment auf deren YouTube-Kanal 'KindaTV'. Seit Juni 2015 ist sie Mitarbeiterin bei AfterEllen, einer Lifestyle Webseite für queere Frauen.

## Auszeichnungen
| Jahr | Award                        | Kategorie                                                                                    | Ergebnis  |
| ---- | ---------------------------- | -------------------------------------------------------------------------------------------- | --------- |
| 2012 | Broadwayworld.com            | Beste weibliche Darstellung in einer Nebenrolle (Best Female Performance in a Featured Role) | Nominiert |
| 2015 | AfterEllen Visibility Awards | Favourite Lesbian/Bi TV Character                                                            | Gewonnen  |
| 2015 | Shorty Awards                | Beliebteste Schauspielerin (Favorite Actress)                                                | Nominiert |
| 2015 | Streamy Awards               | Beste Schauspielerin (Best Actress)                                                          | Nominiert |
| 2016 | Canadian Screen Awards       | Fanauswahl Award (Fan’s Choice Award)                                                        | Nominiert |
| 2017 | Canadian Screen Awards       | Fanauswahl Award (Fan’s Choice Award)                                                        | Gewonnen  |

## Filmografie
- 2014: The Way We Are
- 2014: Canadian Star
- seit 2014: Carmilla (Webserie, 86 Episoden)
- 2015: March Family Letters (Fernsehserie, 2 Episoden)
- 2016: Seraphim (Fernsehserie, 1 Episode)
- 2016: Almost Adults
- 2016: Slasher (Fernsehserie, 1 Episode)
- 2016: Haunted or Hoax (Webserie, 27 Episoden)
- 2017: The Carmilla Movie
- 2017: Haunters: The Musical
- 2017: Murdoch Mysteries (Fernsehserie, 1 Episode)
- 2017: Darken
- 2018: Freelancers Anonymous
- seit 2018: Clairevoyant (Webserie, 14 Episoden)
- 2020: Band Ladies (Webserie, 3 Episoden)